# Varannó
Varannó (szlovákul Vranov nad Topľou, németül Frö(h)nel/Vronau an der Töpl) város Szlovákiában, az Eperjesi kerület Varannói járásának székhelye. Csemernye és Varannómező tartozik hozzá.

## Fekvése
Eperjestől 46 km-re délkeletre, Homonnától 25 km-re délnyugatra, a Tapoly völgyében fekszik.

## Története
A régészeti leletek tanúsága szerint területén már a kőkorszakban is éltek emberek. A városhoz tartozó Lomnica-völgyben a 7. és 10. század között terjedelmes szláv település volt. Kenyérsütő és égető kemencék, vermek maradványai és számos cseréptöredék került elő erről a területről.
A Lomnica-völgyet már 1229-ben említik, így a város részei közül erről található a legrégibb írásos forrás. A város területe eredetileg királyi birtok volt. V. István király 1270-ben kelt adománylevele a Rozgonyiak ősének, Rajnald királyi lovászmesternek több felvidéki birtokot adományoz, melyet aztán a család kihalásáig, 350 évig évig meg is tartottak (Rozgonyi István 1523-ban halt meg). Ezen birtokok között a csicsvai uradalomhoz tartozó Hosszúmező is szerepel, amely ma szintén Varannó részét képezi.
Varannót, mint önálló települést csak az 1332 és 1337 között kelt pápai tizedjegyzék említi először, ekkor már állt Szent István király tiszteletére szentelt régi temploma is, melynek István nevű papját is említik. Varannó kiváltságait 1350 körül I. Lajos királytól kapta, ez alapján szabad vásártartási joggal és pallosjoggal is rendelkezett. Városként (civitas) 1363-ban szerepel először oklevélben.

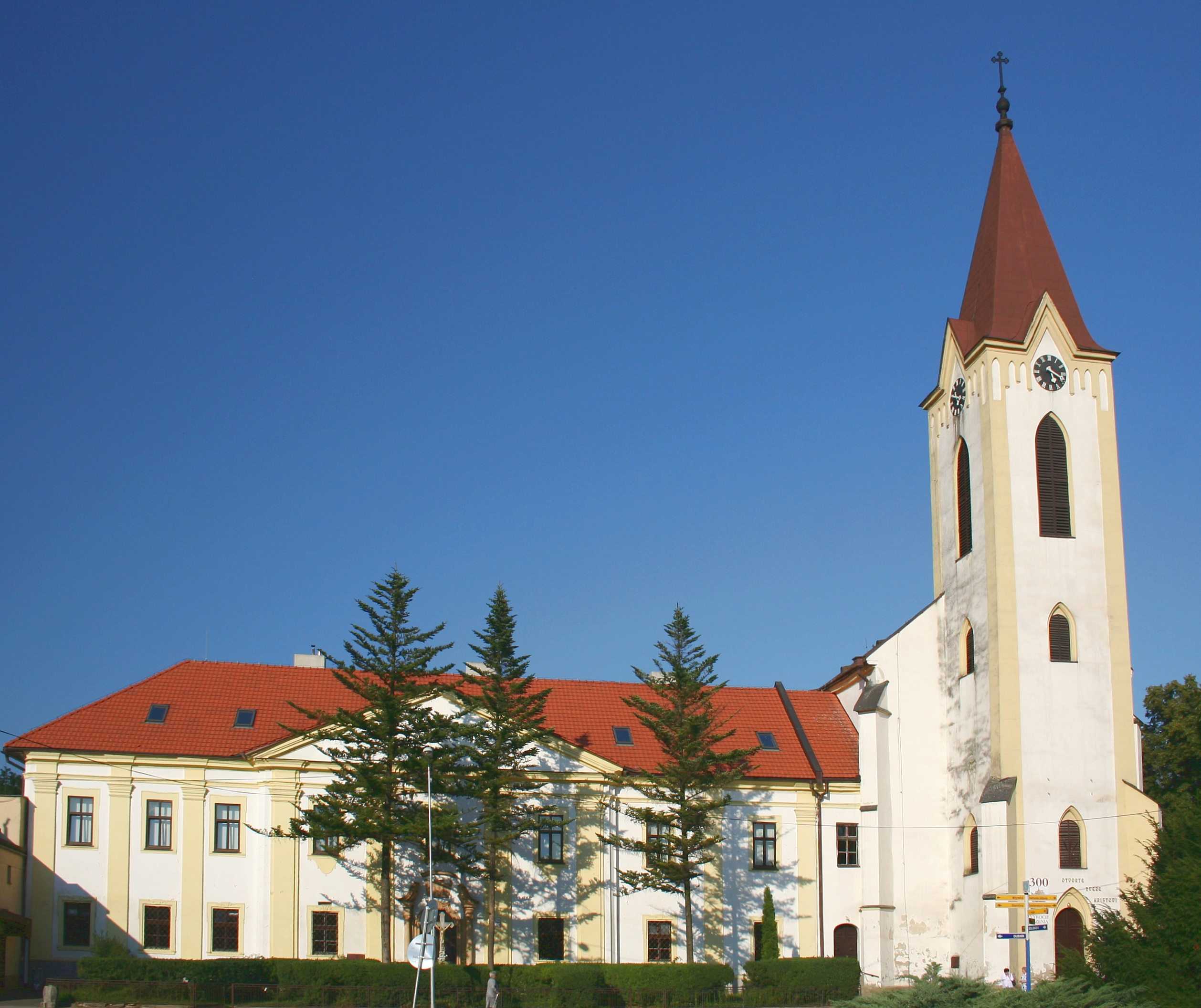
A Kisboldogasszony templom a volt pálos kolostorral

A városkának a 14. században temploma és ferences kolostora volt, melyek a 16. században elpusztultak. Alapjaik a város központjában levő parkban találhatók. A 15. században vásártartási joggal rendelkező város és vámszedőhely, kereskedelmi központ fejlett kézművességgel. Vámszedési jogát 1458-ban Hunyadi Mátyástól kapta. 1472-ben Rozgonyi Rajnald itteni udvarházát királyi engedéllyel várszerűen erősítette meg. 1619-ben említik az erődített udvarházat, amely azonban az 1491–1492 közötti lengyel-magyar harcokban elpusztult. Helyére a 18. század második felében barokk kastélyt építettek. 1523-ban kihalt a Rozgonyi család, így 1524-től új birtokosai lettek a városnak a Báthoryak személyében. Ecsedi Báthori István királybíró (országbíró) és főispán 1570-ben megalapította az evangélikus gimnáziumot, Báthori Eufrozina pedig 1580-ban felépíttette az evangélikus templomot. Így a településnek a 16. század végén egy – a régi templom helyett épített – katolikus szlovák és egy evangélikus magyar temploma volt.
1605-ben Báthori István utód nélkül halt meg, a város új birtokosai a Nádasdy, Drugeth és Nyáry családok lettek. Később az Eszterházi, Zichy, Barkóczi és Forgách családok szereztek itt birtokot. 1672-ben Thököly serege a katolikus szlovák templomot lerombolta (alapjai még a 20. század elején is látszottak), mire a kegyúr a magyar templomot adta a szlovákoknak. 1672-ben a rekatolizáció hatására Drugeth György özvegye, Esterházy Mária pálos szerzeteseket hívott a településre. Az ide települő pálosok a ferences templom helyén felépítették a pálos templomot, melyet 1676-ban a kurucok kifosztottak, majd 1682-ben Thököly elűzte a pálosokat, akik 1686-ban Barkóczy Ferenc hívására tértek vissza.
1718-ban a várossal együtt a templomot is tűzvész pusztította, 1735 és 1745 között renoválták. A 18. században főként Galíciából nagyszámú zsidó lakosság települt ide. 1778 decemberében és 1779 áprilisában földrengés okozott károkat a városban.

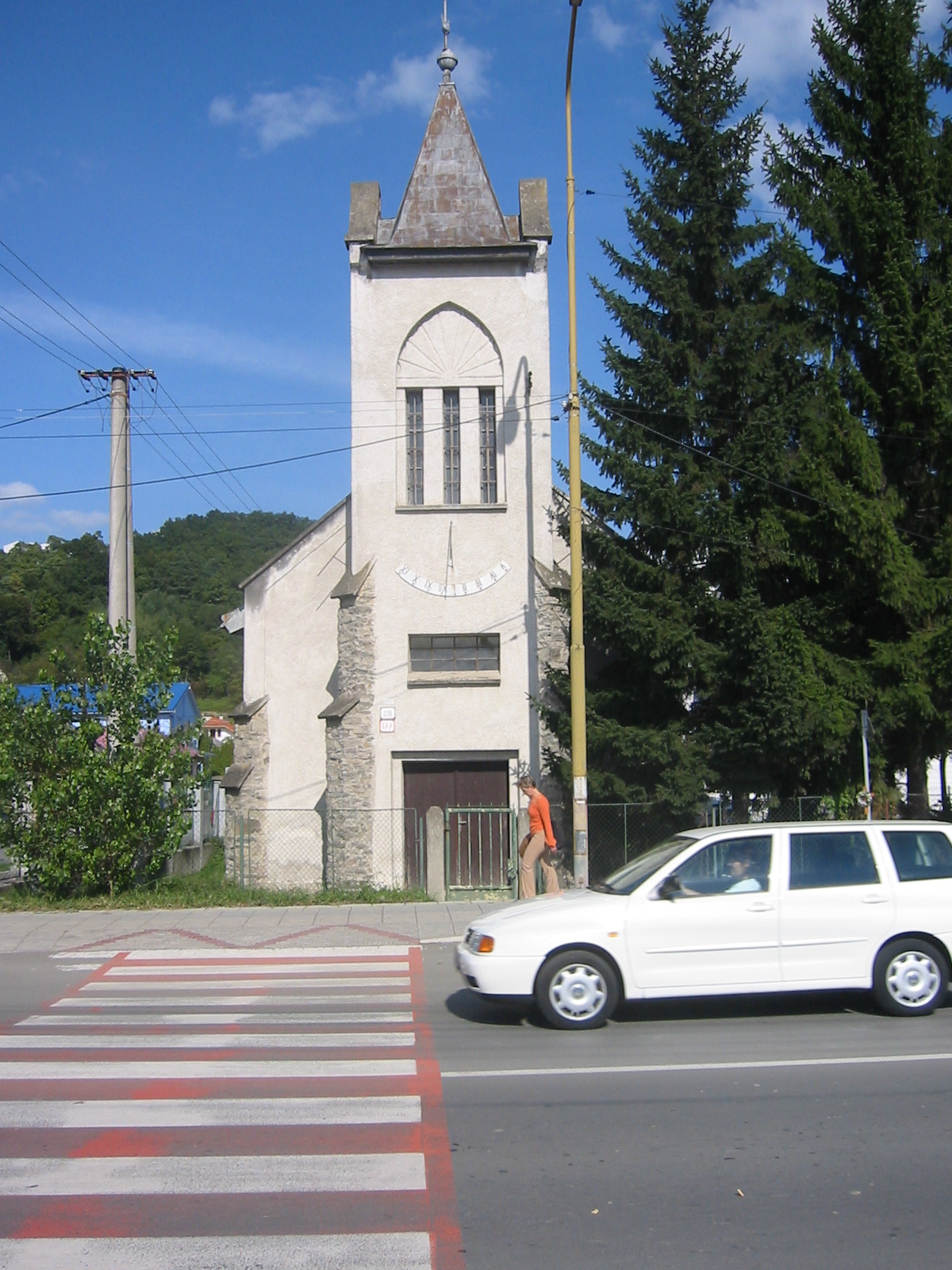
A református templom

A 18. század végén Vályi András így ír róla: „VARANNÓ. Vrano. Tót Mezőváros Zemplén Várm. földes Urai több Uraságok, lakosai katolikusok, és másfélék is, zsidók igen sokan vannak benne, fekszik kies helyen, Topoly vizének bal partyán, Csemernyének is szomszédságában, Gálszétshez 2 mértföldnyire. Hajdan sokkal népesebb, és gazdagabb is vala, mert a’ régi Királyoktól külömbféle jeles szabadságokkal szerentséltetett, mellyek szerént a’ Lengyelekkel nevezetes kereskedések vólt. Megerőssítették vólt szabadságaikat a’ több Királyok után MÁTYÁS 1461, és RUDOLF 1607, ’s hogy a’ külső országi portékáknak letévő helye vala, megtetszik a’ hazai Törvényekből is. Lásd 1569. Art. 18. Hajdani bírtokosai Bátoriak vóltak, kik alatt kemény ostromot szenyvedtek; azután Homonnaiak bírták. Ezek is ki halván, a’ sok hazai viszontagságok miatt lassan lassan eltsekélyesedett a’ Város. Homonnaiak után Gr. Barkóczi, Gr. Forgách, Gr. Zichy, B. Szentiványi, ’s Reviczky Uraságoknak bírtokokba jutott, kiknek kastéllyaik is ékesítették e’ Várost. A’ R. Sz. Pál Szerzeteseinek is vala itten Rezidentziájok, kik Eszterházi Mária, Homonnai Györgynek Hitvese által szerentséltettek itten. Az előtt a’ Minoritáknak is vala itten Klastromjok. Határja 3 nyomásbéli, terem búzát, és gabonát, szántóföldgyei hegyeken, ’s vőlgyeken vannak, erdeje nints, a’ hegyekből lefolyó záporok egy átalagnyi kövekkel is béhordgyák a’ Város’ útszáit; a’ Városnak óldalát egy nagy tó mossa, melly halakkal, és szárnyas állatokkal bővelkedik. E’ tó Varannó, és Tsemernye között foly Toplya vizébe.”
1831-ben lakói részt vettek a kolerajárványt követő parasztfelkelésben.

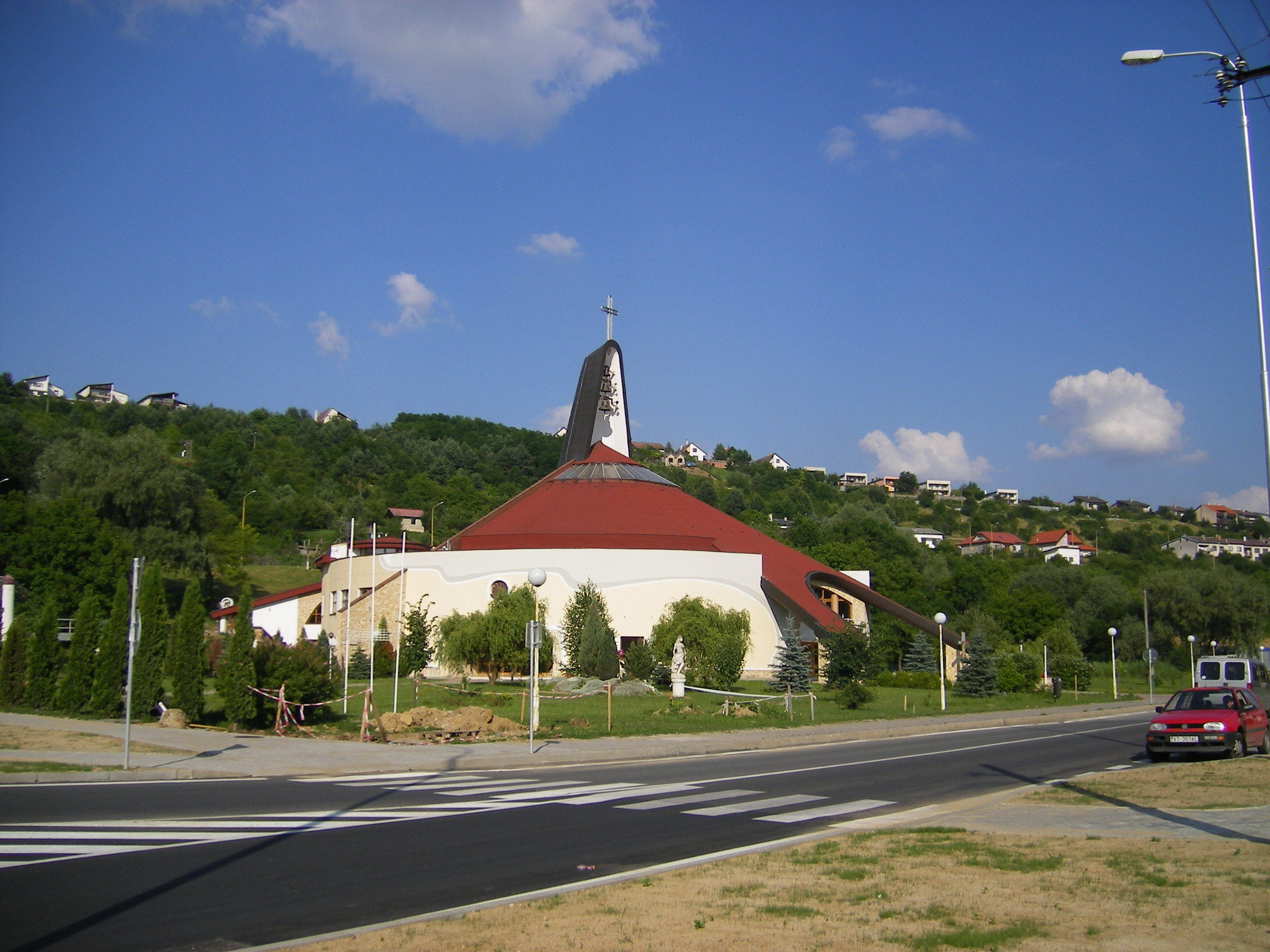
A déli városrész plébániatemploma

Fényes Elek 1851-ben kiadott geográfiai szótárában így ír a városról: „Varanó, tót mezőváros, Zemplén vmegyében, a Tapoly völgyén, ut. p. Eperjeshez 4 1/4 mfd. Egy része a városnak hegy tövében, egy része hegyen fekszik; fő utczája nem rég rendbe hozatott, de mellékutczái rendetlenek, s esős időben járhatlanok. Határa 3099 hold, mellyből beltelek 207, szántóföld 1546, rét 929, erdő 71, haszonvehetlen 346 hold. Ebből ismét 4 3/8 telek és 36 zsellér urbériség volna ugyan, de a rendbeszedés még meg nem történvén, 34 gazdának van külső tartozmánya, s ezek egyaránt 15 hold földet és 6 embervágó rétet birnak; azonban a többi lakosok kezein is vannak földek, de ezek irtásoknak tekintetnek; földesuri majorság nagyon kevés. Szántóföldjei dombon és hegyeken, rétjei rónaságon feküsznek, s a Csicsva árok által gyakran beborittatnak. Földe a déli oldalban megtermi a tiszta buzát és a gabona minden nemeit, a magasabb hegyeken azonban főleg zabot terem. Lakja a várost 2291 romai, 830 gör. katholikus, 447 evang., 8 ref., 683 zsidó. Mesteremberei számosak, mert 10 kontáron kivül 145-en vannak, kik közt 73 czizmadia. Kereskedő van 8. Vize a Tapoly és Csicsóka, ezenkivül 3 patak, mellyek a várost iszapolják. Diszére szolgál a gr. Forgách család kastélya, melly egy régi várkastély romjaira épült, mint ezt számos düledékek és pinczeüregek tanusitják. Van egy nagyszerü romai kath. temploma, melly hajdan paulinusoké volt, s hozzá monostor is vala ragasztva, de ez négyszögre levén épitve, a nyugoti szeglet vagy soha ki nem épült, vagy lerontatott. E klastrom nem rég adatott át az eperjesi g. kath. püspökségnek, s igen czélszerü lenne iskolának. Található még itt egy synagóga, gyógyszertár. Országosvásárt 5 tart, s minden hétfőn népes hetivásárokat. Hegyeiben 2 nevezetes kőnem találtatik; egyik fejér, könnyen törő, s felette könnyü; másik sárga szinü, sok nedvességgel biró, s mivel az épületek jobbára ebből épültek, ritka szoba száraz. A szomszéd hegyen látható a régi elpusztult csicsvai vár. Ebben a várban tartották az ismeretes csicsvai könyvet, melly képtelen hazugságokkal tele levén irva; ha valaki nem igazat mondott, közpéldabeszédben ezzel feleltek: „Na ezt is be lehetne irni a csicsvai könyvbe.” Birják a várost gr. Forgách, gr. Barkóczy, Vladár, Eperjesy, stb.”
A 19. század végétől sok lakója vándorolt ki a tengerentúlra.
Borovszky Samu monográfiasorozatának Zemplén vármegyét tárgyaló része szerint: „Varannó, tapolymenti kisközség, 257 házzal és 1940, nagyobbára róm. kath. vallású magyar lakossal, kik között azonban a gör. kath. vallású tótok is nagy számban találhatók. Van saját postája, távírója és vasúti állomása, főszolgabírói hivatala, körjegyzősége, járásbírósága, adóhivatala, gyógytára; említést érdemelnek továbbá a takarékpénztár, hitelszövetkezet, a gróf Hadik-Barkóczy-féle hitbizomány uradalmi igazgatósága, iparosegylet és kaszinó. Ősrégi község, mely már 1270-ben említtetik, a mikor Rynold, a Rozgonyiak őse bírja. 1520-ban II. Lajos a várat és az uradalmat Báthory Andrásnak adományozza. 1568-ban a Barkóczyak merülnek fel. László ugyanis a gróf Nádasdy Ferencztől vett udvarház fölött végrendelkezik. 1590-ben Banchy Jánost iktatják részeibe. Az 1598-iki összeírás csak Báthory Istvánt említi birtokosaként. 1617-ben házasság útján Drugeth György birtoka lett s ez a család volt a földesura 1686-ig, időközben azonban egy rész Báthory Erzsébet révén Nádasdy Ferenczre szállott. Báthory Erzsébet, mint Csejthén, úgy itt is sok kegyetlenkedést követett el. 1690-ben, a Drugethek leányága révén, öt részre oszlott. Az egyik rész a gróf Barkóczyaknak, míg a többi rész a Zichy és a Forgách grófoknak jutott. Közben 1630-ban Nyáry István és neje Telegdy Anna is részbirtokosa volt, 1658-ban pedig gróf Draskovich Miklós és neje Drugeth Borbála a maguk részét Károlyi Ádámnak és nejének Thököly Máriának zálogosították el. 1730-ban itt négy kastély épült, melyek közül kettő a Szent-Iványaké, a harmadik a Zichyeké, a negyedik a Reviczkyeké volt. Újabbkori birtokosai a gróf Barkóczy, gróf Forgách, báró 'Sennyey, Eperjessy és Vladár, azután a Csiszár és a Czibur családok voltak. Most gróf Hadik-Barkóczy Endrének van itt nagyobb birtoka és kastélya, mely azelőtt a Forgách grófoké volt. Az 1569. évi XVIII. törvényczikk elrendelte, hogy Varannón a város és a katonaság könnyebb elláthatása czéljából áruraktár építtessék. 1588-ban Telekessy Imre az Izabella pártját támogató Perényi Gábor fölött itt győzelmet aratott. 1663-ban a pestis tizedelte meg lakosait. 1703-ban a város Rákóczy Ferencz zászlai alá csatlakozott. 1778-ban földrengés sujtotta, mely nagyon sok kárt okozott, 1831-ben pedig a kolera pusztított itt, minek következtében lakosai fellázadtak. A város már 1461-ben nyert kiváltságokat Mátyás királytól, melyeket Rudolf király 1607-ben megerősített s a lakosoknak vámmentességet is adott. Varannón már 1629-ben szegényház volt, a mi kitűnik Bethlen Gábor dézsmaleveléből, melylyel az itteni szegények háza lakói számára Tótkajnya község terményeiből tizedet biztosít. A XVII. században itt is tartottak megyegyűléseket. Varannó plébániája már a XIV. században fennállott s 1671-ben még két temploma volt, melyek közül a régibbet, mely a város alsó végén állott, tót templomnak nevezték. A mostani plébánia-templom volt az ú. n. magyar templom, melyet 1580-ban Báthory Istvánné Drugeth Fruzsina a protestánsok számára építtetett. 1672-ben, a Thököly-féle felkelés alatt a tót templom leromboltatván, gróf Drugeth Györgyné szül. Esterházy Mária a magyar templomot átadta a katholikusoknak, szomszédságában pedig pálos-rendű kolostort alapított. 1676-ban Thököly hívei megrohanták a klastromot és kirabolták, Thököly Imre meg hat évvel később kiűzte őket s a templomot a protestánsoknak adta át; de 1686-ban Barkóczy Ferencz ismét visszaadta a pálosoknak. 1718-ban a templom és a kolostor a várossal együtt leégett, de a templomot 1735-ben ismét felépítették. 1754-ben gróf Barkóczy Imréné szül. Szirmay Zsuzsánna Krakker János hírneves festőt bízta meg a templom feldíszítésével. E remek freskók 1873-ig épségben megvoltak, de az akkori tűzvész e művészi alkotásokat is elpusztította. Az egyház több érdekes és szép ötvös-művet őriz 1759-ből, melyek közül a tömör aranyból készült szentségtartó, egy kehely és a Szirmay Zsuzsannától 1761-ben ajándékozott feszület tűnnek ki. Varannó határában feküdt hajdan Mórfalu, mely 1363-ban a Rozgonyiak birtoka. Hajdan szőlőt is műveltek Varannó promontoriumain. Most ujból próbálkoznak szőlőtelepítéssel.”
A trianoni diktátumig Zemplén vármegye Varannói járásának székhelye volt.

## Népessége
| Év:            | 1994.  | 2004.   | 2014.   | 2024.    |
| -------------- | ------ | ------- | ------- | -------- |
| Emberek száma: | 23 900 | 23 036  | 22 898  | 20 262   |
| Eltérés:       |        | -3,61 % | -0,59 % | -11,51 % |

| Év:            | 2023.  | 2024.   |
| -------------- | ------ | ------- |
| Emberek száma: | 20 488 | 20 262  |
| Eltérés:       |        | -1,10 % |

1880-ban 1713-an lakták: 920 szlovák, 406 magyar, 319 német, 6 egyéb anyanyelvű, továbbá 62 csecsemő volt még; ebből 967 római katolikus, 462 görögkatolikus, 85 zsidó, 18 evangélikus és 3 református vallású volt.
1890-ben 1701 lakosából 580 magyar és 852 szlovák anyanyelvű volt.
1900-ban 1941 lakosából 1071 magyar és 778 szlovák anyanyelvű volt.
1910-ben 2145-en lakták, ebből 1417 magyar, 589 szlovák és 124 német anyanyelvű volt.
1921-ben 2282 lakosából 400 magyar és 1011 csehszlovák volt.
1930-ban 2856 lakosából 55 magyar és 1938 csehszlovák volt.
1991-ben 22487 lakosából 36 magyar és 21659 szlovák volt.
2001-ben 22985 lakosából 33 magyar és 21401 szlovák volt.
2011-ben 23 250 lakosából 19 045 szlovák, 963 cigány, 143 ruszin, 84 cseh, 45 ukrán, 24 magyar, 15 lengyel, 11 orosz, 4 német, 3 morva, 2-2 szerb és zsidó, 1-1 horvát és bolgár, 46 egyéb, továbbá 2861 ismeretlen nemzetiségű volt.
2021-ben 21248 lakosából 169 (+534) cigány, 82 (+189) ruszin, 28 (+8) magyar, 19185 (+122) szlovák, 189 (+33) egyéb és 1595 ismeretlen nemzetiségű volt.

## Nevezetességei

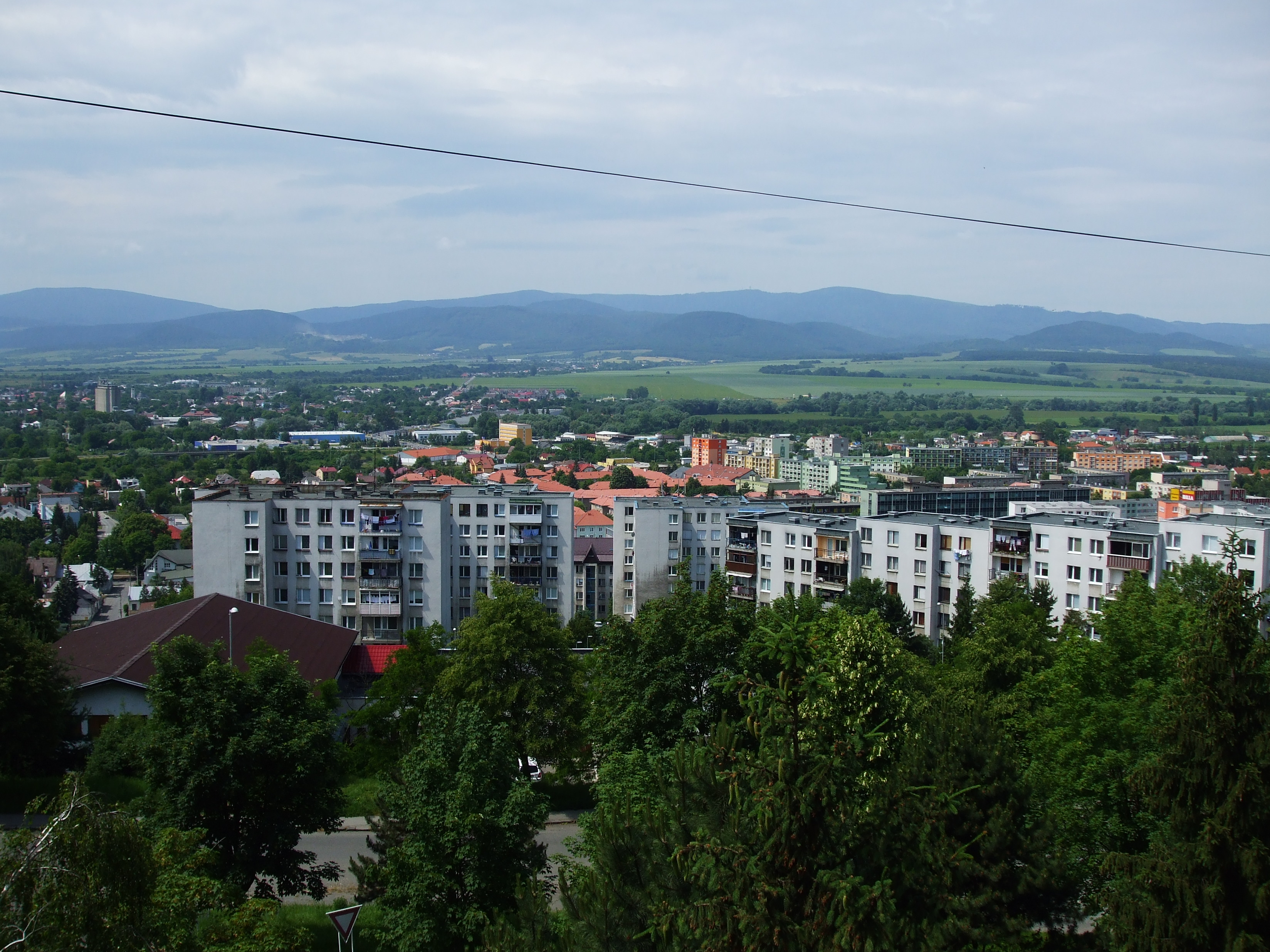
A város látképe
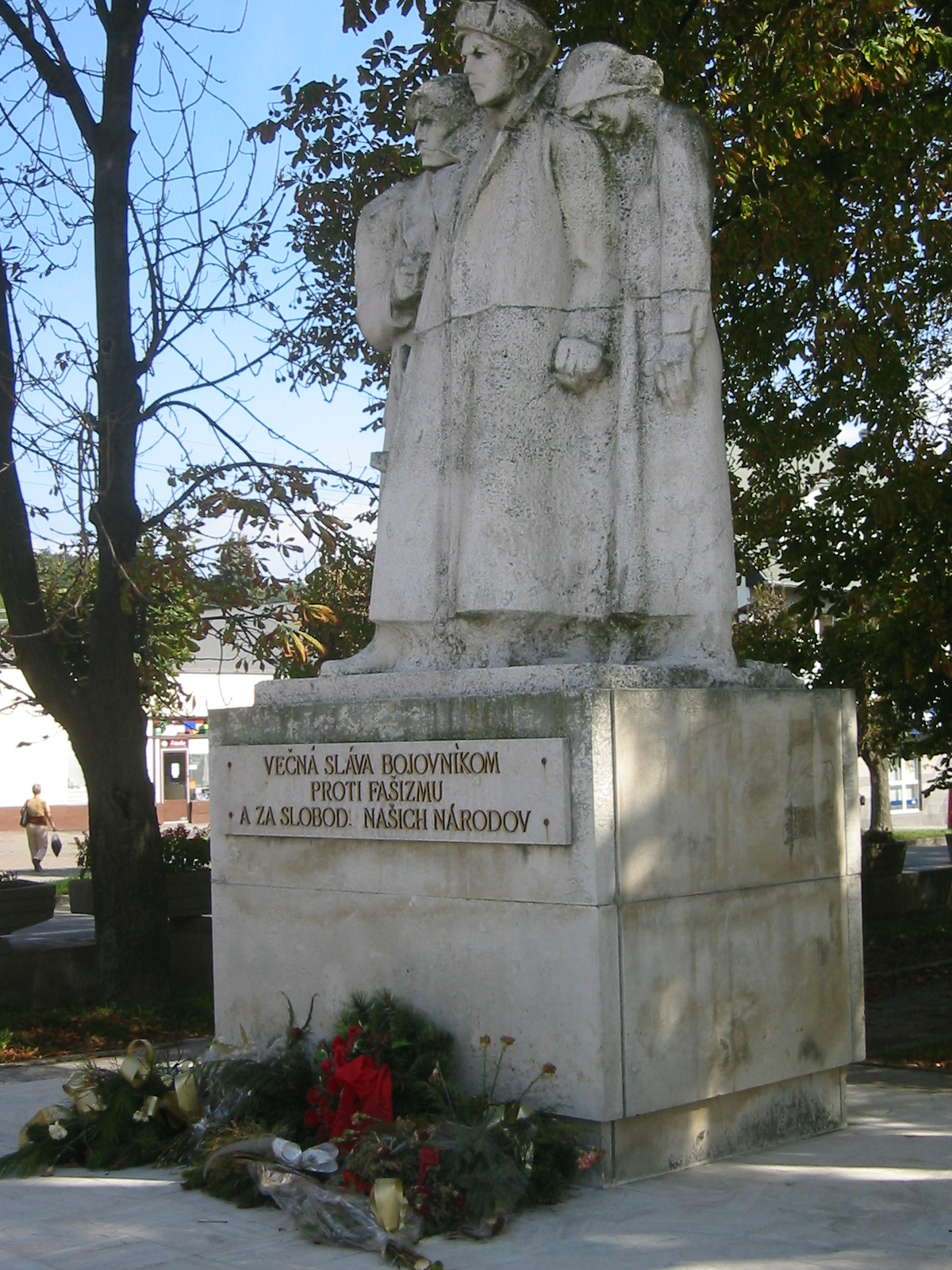
A második világháborús hősök emlékműve

- Szűz Mária tiszteletére szentelt római katolikus temploma 1580-ban épült még evangélikus templomként. A 18. század első felében barokk stílusban építették át. 2008-ban „basilica minor” rangra emelték.
- Pálos temploma 1672-ben épült, 1718-ban a tűzvészt követően újjáépítették. Szentélyében Madonna-kegykép látható, amely a genazzanói kegykép másolata. A templom búcsújáróhely.
- A zsidó temető a 18. században létesült. Legrégibb sírkövei az 1780-as évekből származnak, de a sírok zöme 19. századi. A temetőt 1963-ban védett kulturális műemlékké nyilvánították.

## Neves személyek
- Kaszonyi Herceg János (Mezőkaszony, ?) református lelkész 1663-ban élt a településen.
- Itt született 1806-ban Pallyó András bölcseleti doktor, kegyes tanítórendi áldozópap és tanár.
- Itt született 1834-ben Csernyei Gyula író, újságíró.
- Itt született 1917-ben Békés Géza görögkatolikus pap, író, KALOT-titkár, gyémántdiplomás pedagógus.
- Itt született 1945-ben Vojtěch Christov csehszlovák nemzetközi labdarúgó-játékvezető.
- Csemernyén született 1907-ben Szirtes Andor publicista